# Emil von Zezschwitz

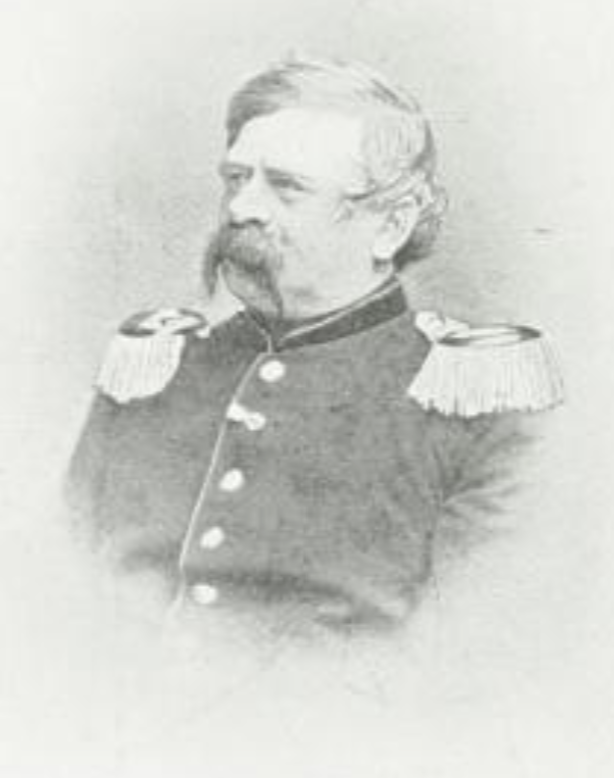
Friedrich Emil von Zezschwitz

Friedrich Emil Wilhelm von Zezschwitz (* 3. März 1821 in Dresden; † 8. September 1876 ebenda) war ein sächsischer Generalmajor und Chef des Generalstabes der sächsischen Armee.

## Leben

### Karriere
Er war der Sohn des später in Dresden verstorbenen Hauptmanns und Floßmeisters Friedrich Emil von Zezschwitz und dessen Ehefrau Emilie Sophie geb. von Polenz. Emil von Zezschwitz trat 1835 in den Kadettenkorps der sächsischen Armee ein und wurde nach langjähriger Erziehung im Jahr 1839 als Portepeefähnrich den sächsischen Truppenteilen überwiesen. Er avancierte dabei schon im folgenden Jahr zum Leutnant und wurde während der Deutschen Revolution im Jahr 1848, am 25. Dezember des Jahres zum Oberleutnant ernannt. Er diente in dieser Position als Adjutant des 4. Schützen-Bataillon (1853 umbenannt in 4. Jäger-Bataillon) unter dem Major Freiherr von Falkenstein. Nach mehrjähriger Verwendung als Adjutant des Bataillons wurde er unter Beförderung zum Hauptmann am 22. November 1855 als Kompaniechef der 2. Kompanie in das 12. Infanterie-Bataillon unter Oberstleutnant Richard Ludwig von Wurmb versetzt. Nach mehrjähriger Verwendung wurde er 1858 als Kompaniechef der 4. Kompanie in das 2. Jäger-Bataillon unter Major von Bose befehligt. Nach Ausbruch des Krieges gegen Preußen wurde er seinem Bataillon aggregiert und als chargierter Major zum sächsischen Generalstab befohlen, wobei er für seine Verdienste im Konflikt mit dem Franz-Joseph-Orden, dem Ritterkreuz des sächsischen Verdienstorden mit Kriegsdekoration und dem Ritterkreuz des österreichischen Leopold-Ordens ausgezeichnet wurde. Nach Kriegsende und folgender Neuorganisierung der sächsischen Armee aufgrund dessen Niederlage wurde er als Major (Patent vom 20. November 1865) zum Bataillonskommandeur des III. Bataillons beim Schützen-(Füsilier-)Regiment „Prinz Georg“ (Königlich Sächsisches) Nr. 108 unter Oberst Julius von Schulz ernannt. Nach weiterer Beförderung zum Oberstleutnant am 22. März 1869 wurde er als Nachfolger von Oswald von Carlowitz zum Chef des Generalstabes der sächsischen Armee ernannt. Er nahm in dieser Position am Krieg gegen Frankreich teil und zog sich am 19. August 1870 durch einen Sturz vom Pferde eine schwere Verletzung zu, weshalb sein Vorgäng mit der Wahrnehmung der Geschäfte beauftragt wurde. Er wurde am 9. Oktober 1870 zum Oberst befördert und übernahm nach Wiederherstellung seiner Gesundheit von Oberstleutnant von Schubert die Position als Chef des Generalstabes. Für seine Verdienste im Krieg wurde er mit dem Ritterkreuz des Militär-St.-Heinrichs-Ordens und dem Eisernen Kreuz II. Klasse ausgezeichnet. In der Nachkriegszeit fungierte er noch bis 1873 als Chef des Generalstabes und wurde dann unter Genehmigung seines Abschiedsgesuches am 25. April 1873 unter Beförderung zum Generalmajor zur Disposition gestellt.

### Familie
Er war mit Sarah Marie geborene von Heynitz verheiratet und Vater einer früh verstorbenen Tochter.